# Antonio Giudice
Antonio Giudice (Eboli, 11 luglio 1819 – Eboli, 2 maggio 1898) è stato un politico italiano.
Fu senatore del Regno d'Italia nella XVII legislatura.